# Mumbai Mirror
Mumbai Mirror foi um jornal em inglês lançado em 2005 pelo Times Group como parte de uma tática para combater o monopólio emergente na cidade de Mumbai, Índia, principalmente do jornal Daily News and Analysis. Mumbai Mirror foi reduzido e digitalizado por seus proprietários em 5 de dezembro de 2020 durante a pandemia de COVID-19 na Índia.
Mumbai Mirror foi agrupado em uma edição digital semanal, junto com outros jornais locais irmãos (incluindo Bangalore Mirror, Pune Mirror e Ahmedabad Mirror) e sua equipe foi drasticamente reduzida e os funcionários restantes ganharam novos contratos baseados em funções deixadas anteriormente pelas demissões. A sede do jornal foi transferida de Mumbai para Bangalore, e o editor do Bangalore Mirror assumiu a edição de Mumbai junto com o controle das outras edições digitais.
Em um comunicado, o Times Group afirmou em termos metafóricos que Mumbai Mirror era apenas uma cabra que nasceu para proteger os interesses comerciais do Times of India e que seria massacrado assim que o trabalho estivesse concluído.
Mumbai Mirror costumava ter o maior número de leitores entre os jornais de formato tablóide da cidade antes de sua redução. Entre 2005 e 2020, o jornal foi publicado como um compacto jornal diário cuja cobertura se concentrava em notícias locais específicas da cidade e questões cívicas relativas à educação, saúde e administração municipal. A versão semanal digitalizada do jornal agora é administrada por uma subsidiária do Times Group chamada Metropolitan Media Company.